# Antoine Barnave

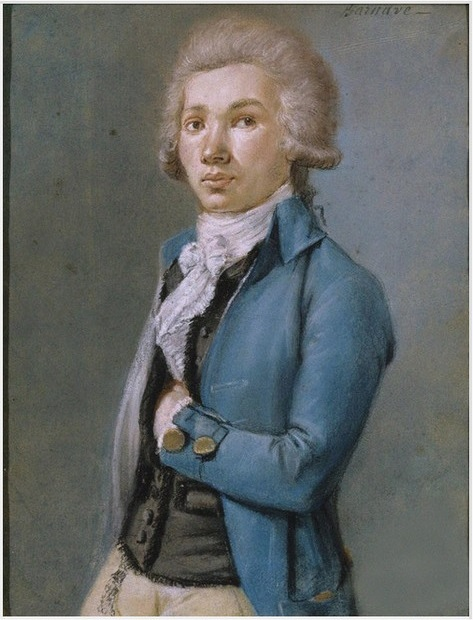
Antoine Barnave.

Antoine Pierre Joseph Marie Barnave, född 22 oktober 1761, död 29 november 1793, var en fransk politiker.
Barnave ägnade sig åt advokatyrket i Grenoble och utvecklade tidigt en författarverksamhet inom det politiska området. År 1789 valdes han till medlem av tredje ståndet och erhöll plats i nationalförsamlingen. Han gjorde sig här känd som en lysande vältalare, och trots sin ungdom kom han att spela en viktig roll som Mirabeaus främste motståndare och en av de främsta ledarna för församlingens vänster. 
Barnave tillhörde dock aldrig dess ytterligt gående element - hans ideal var ett monarkistiskt samhälle, där en politiskt bildad medelklass hade det avgörande inflytandet. Tillsammans med Jérôme Pétion utsågs han 1791 att föra kungafamiljen tillbaka till Paris efter dess misslyckade flyktförsök. 
Hans ställning blev efter detta mer utpräglat moderat, och han förhandlade med kungafamiljen. När nationalförsamlingen åtskiljdes i september 1791 drog han sig tillbaka från det politiska livet. Hans förhandlingar med kungafamiljen blev kända genom fyndet av ett brev. Barnave anklagades, fälldes och avrättades i november 1793.
Hans samlade skrifter, bland vilka främst märks Introduction à la révolution française utgavs 1843 av M. Bérenger i fyra band.